# Marcin Groblicz I

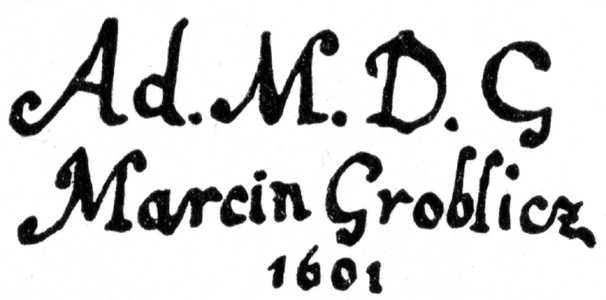
Syganatura
Marcina Groblicza

Marcin Groblicz I (ur. ok. 1540, zm. ok. 1609) – senior rodu krakowskich lutników. Uważany przez historyków lutnictwa za ucznia lutnika włoskiego Gasparo da Salò (ur. 20 maja 1540 w Salò, zm. 14 kwietnia 1609 w Brescii).
W skład rodu wchodzili m.in.: Marcin Groblicz III (ur. ok. 1650, zm. ok. 1730), Marcin Groblicz IV (ur. ok. 1680, zm. ok. 1750) i Marcin Groblicz V (zm. po 1760).
Skrzypce Marcina Groblicza I wyróżniają się główką rzeźbioną w kształcie głowy smoka zamiast ślimacznicy. Zachowało się około 20 instrumentów jego autorstwa, z tego w zbiorach poznańskiego Muzeum Instrumentów Muzycznych znajduje się 12 skrzypiec Groblicza. W zbiorach krakowskiego Muzeum Narodowego znajduje się tenorowa wiola da gamba Groblicza I datowana na rok 1601. Skrzypce Grobliczów były wysoko cenione już w epoce baroku, w inwentarzach kapel dworskich opisywane były jako skrzypce robotą grobliczowską robione. Groblicz stosował na płyty spodnie skrzypiec drewno jaworowe. Kształtem skrzypce Groblicza przypominają dzieła włoskich mistrzów z Brescii. Zachowane w dobrym stanie instrumenty nadal są używane przez wirtuozów skrzypiec. Niedawno dowiedziano się o istnieniu nieznanego dotychczas egzemplarza z roku 1604 w posiadaniu zamieszkałej w Belgii skrzypaczki rumuńskiej Miry Glodeanu. Instrument ten był poprzednio własnością koncertmistrza orkiestry Opery Warszawskiej. 